# Antapistis mixtalis
Antapistis mixtalis är en fjärilsart som beskrevs av Jacob Hübner 1825. Antapistis mixtalis ingår i släktet Antapistis och familjen nattflyn. Inga underarter finns listade i Catalogue of Life.